# لويس رودريغيز فاز
لويس رودريغيز فاز (بالإسبانية: Luis Rodríguez Vaz)‏ هو مدرب كرة قدم ولاعب كرة قدم إسباني، ولد في 7 فبراير 1942 في فيرين في إسبانيا.